# Mycale neunggulensis
Mycale neunggulensis är en svampdjursart som beskrevs av Thomas Robertson Sim och Kang 2004. Mycale neunggulensis ingår i släktet Mycale och familjen Mycalidae. Inga underarter finns listade i Catalogue of Life.